# Intercrusia problematica
Intercrusia problematica is een eenoogkreeftjessoort uit de familie van de Superornatiremidae. De wetenschappelijke naam van de soort is voor het eerst geldig gepubliceerd in 1996 door Huys.